# برگلایشت
برگلایشت (به آلمانی: Berglicht) یک شهر در آلمان است که در برنکاستل-ویتلیش واقع شده‌است. برگلایشت ۵۱۱ نفر جمعیت دارد.